# Sebastián Castaño
Pour les articles homonymes, voir Castano.
Castaño  Muñoz est un nom espagnol. Le premier nom de famille, en général paternel, est Castaño ; le second, en général maternel, souvent omis, est Muñoz.
Sebastián Alexander Castaño Muñoz, né le 12 mai 1997 à Támesis,, est un coureur cycliste colombien.

## Biographie
En 2018, il intègre l'effectif de l'UC Monaco.

## Palmarès et résultats

### Palmarès par année
- 2016
  - 6e étape de la Vuelta de la Juventud
- 2019
  - 3e du Giro delle Valli Aretine
- 2022
  - Prologue de la Vuelta al Sur
  - 3e étape de la Clásica de El Carmen de Viboral
- 2023
  - 2e de la Vuelta a Antioquia
  - 3e de la Clásica de Rionegro
- 2024
  - 6e étape du Tour de la Guadeloupe
  - 2e de la Vuelta a Antioquia
  - 2e du Tour de la Guadeloupe
  - 3e de la Clásica de El Carmen de Viboral
- 2025
  - 1re étape de la Clásica de Anapoima
  - 2e étape du Tour de Colombie
  - 2e de la Vuelta al Tolima

### Classements mondiaux
| Année                                 | 2018  | 2019  | 2020 | 2021  | 2022 | 2023 | 2024  |
| ------------------------------------- | ----- | ----- | ---- | ----- | ---- | ---- | ----- |
| Classement mondial                    | nc    | 2942e | nc   | 2301e | nc   | nc   | 1206e |
| UCI Europe Tour                       | 1273e |       |      |       |      |      |       |
| UCI America Tour                      | nc    | 490e  | nc   | 389e  | nc   | nc   | nc    |
|                                       |       |       |      |       |      |      |       |
| Légende : nc = non classéSource : UCI |       |       |      |       |      |      |       |